# درود بر سزار!
درود بر سزار! (انگلیسی: Hail, Caesar!) فیلمی کمدی به کارگردانی، نویسندگی و تهیه‌کنندگی برادران کوئن است که در سال ۲۰۱۶ منتشر شد. ستاره‌های فیلم عبارتند از جاش برولین، جرج کلونی، چنینگ تیتوم، اسکارلت جوهانسون، جونا هیل، فرانسیس مک‌دورمند، آلدن ارنرایک، تیلدا سوئینتن و رالف فاینس. این فیلم داستانی خیالی است که زندگی واقعی ادی منیکس (با بازی برولین)، یک تمیزکننده جرم را به تصویر می‌کشد در حالی که در دهه ۱۹۵۰ و در هالیوود کار می‌کند و به دنبال این است تا دریابد چه بر سر یکی از بازیگران فیلم که در صحنه فیلم‌برداری ناپدید شده، آمده‌است.
خبر داستان فیلم ابتدا در ۲۰۰۴ منتشر شد و قرار بود دربارهٔ یافتن بازیگر برای فیلمی در مورد رم باستان باشد که در ۱۹۲۰ اتفاق می‌افتد. کوئن‌ها ایده این فیلم را تا اواخر ۲۰۱۳ کنار گذاشتند؛ زمانی که دوباره شروع به توسعه داستان کردند. فیلم‌برداری اصلی در نوامبر ۲۰۱۴ در لس آنجلس کالیفرنیا آغاز شد. اولین نمایش فیلم در لس آنجلس در اول فوریه ۲۰۱۶ رخ داد و سپس در ۵ فوریه ۲۰۱۶ در کل ایالات متحده پخش شد.
درود بر سزار! در سطح جهانی فروشی معادل ۶۵ میلیون دلار داشت و نظر منتقدان نسبت به فیلم مثبت بود؛ گرچه مخاطبان استقبال کمتری از فیلم نشان دادند. فیلم از سوی هیئت ملی بازبینی فیلم به عنوان یکی از ۱۰ فیلم برتر ۲۰۱۶ انتخاب شد. همچنین در رشته طراحی صحنه، نامزد جایزه اسکار شده‌است.